# Goražde (Bosnie-Herzégovine)
Pour les articles homonymes, voir Goražde.
Goražde (en cyrillique : Горажде) est une ville et une municipalité de Bosnie-Herzégovine située dans le canton du Podrinje bosnien et dans la fédération de Bosnie-et-Herzégovine. Selon les premiers résultats du recensement bosnien de 2013, la ville intra muros compte 12 512 habitants et la municipalité 22 080.

## Géographie
Le siège de la municipalité, la ville de Goražde, est située dans la partie centrale du cours supérieur de la rivière Drina. Elle bénéficiait d'une très bonne position géographique et stratégique et, de ce fait, a été le théâtre de conflits à travers l'histoire. Elle est située sur les pentes orientales et méridionales du mont Jahorina et les pentes ouest de la montagne Vučevica. L'altitude moyenne est de 345 mètres.

## Histoire

### Histoire ancienne
Les premières mentions datent des années 1379-1404, comme une halte sur la route commerciale, par la vallée de la Drina, entre Raguse et Constantinople., et surtout les mines d'argent de Srebrenica (et au-delà). Dès 1415, le marché attire des commerçants de Dubrovnik.
De 1423 à 1878, la ville est sous domination ottomane : forteresse en 1444, quatre mahals en ville en 1477, caravansérail et pont de pierre sur la Drina en 1550-1557, sans doute quelques mosquées (dont les deux des mendiants sijerciques du XVIIIe siècle.
À proximité, l'ancienne église bogomile convertie, sous l'Empire ottoman, en église orthodoxe orientale de Saint George, construite en 1454 par Stefan Vukčić Kosača pour sa femme. L'imprimerie de Goražde, rattachée à l'église, y a fonctionné de 1519 à 1521 : la première imprimerie établie en Bosnie-Herzégovine et la seconde dans les Balkans.
Le déclin de Goražde au  XVIIIe siècle et dans la première moitié du  XIXe siècle est attribué, entre autres, à la peste.
La domination austro-hongroise de 1878 à 1918 amène quelques progrès et également une poursuite du déclin.
En raison de sa position géographique à la frontière, Goražde est pendant la Première Guerre mondiale l'un des principaux bastions de l'Autriche-Hongrie contre la Serbie et le Monténégro.
La ville paraît loin de tout en 1939, mais en 1941, les troupes allemandes entrent dans la ville après un raid aérien le 17 avril.
Plus tard, des troupes italiennes y ont également été stationnées.
Entre 1942 et 1945, de violents combats opposent Partisans et Tchetniks serbes.

### Histoire récente
Entre 1992 et 1995, durant la guerre de Bosnie-Herzégovine, Goražde était une des trois enclaves bosniaques, avec Srebrenica et Žepa, entourées et assiégées par l'armée de la république serbe de Bosnie.
En avril 1993, elle devient un espace de sûreté dans lequel l'ONU devait protéger la population civile des attaques. Entre le 30 mars et le 23 avril 1994, les Serbes lancent une offensive majeure contre la ville. Pratiquement tous les casques bleus de l'ONU quittent la ville, 694 soldats et civils sont tués et 1 917 blessés avant le terme de l'offensive. Après que les accords de Dayton furent négociés, un corridor est établi entre Goražde et le reste de la fédération de Bosnie-et-Herzégovine.
Après la guerre et à la suite des accords de Dayton (1995), une partie du territoire de la municipalité a été rattachée à la municipalité de Novo Goražde nouvellement créée et intégrée à la république serbe de Bosnie.

## Localités

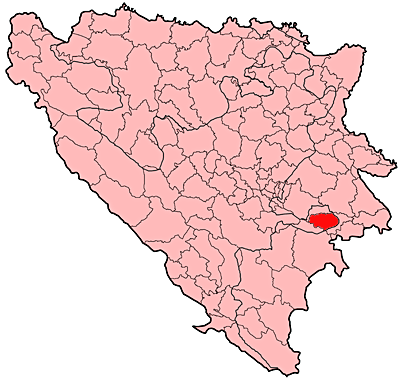
Localisation de la municipalité de Goražde en Bosnie-Herzégovine

La municipalité de Goražde compte les 144 localités suivantes :
| - Ahmovići - Bačci - Bahovo - Bakije - Bare - Batkovići - Bezmilje - Biljin - Blagojevići - Bogušići - Borovići - Boškovići - Brajlovići - Bratiš - Brekovi - Brezje - Brijeg - Bučje - Budići - Butkovići - Butkovići Ilovača - Crvica - Čitluk - Čovčići | - Ćatovići - Ćehajići - Ćurovi - Deševa - Donja Brda - Donja Bukvica - Donje Selo - Donji Bogovići - Dragolji - Dučići - Džindići - Đakovići - Faočići - Gaj - Glamoč - Gočela - Goražde - Gornja Brda - Gornja Bukvica - Gornji Bogovići - Grabovik - Gunjačići - Gunjevići - Gusići | - Guskovići - Hadžići - Hrančići - Hubjeri - Ilino - Ilovača - Jagodići - Jarovići - Kalac - Kamen - Karauzovići - Karovići - Kazagići - Knjevići - Kodžaga Polje - Kola - Kolijevke - Kolovarice - Konjbaba - Konjevići - Kosače - Kovači - Kraboriš - Kreča | - Kučine - Kušeši - Kutješi - Laleta - Lukarice - Markovići - Milanovići - Mirvići - Mirvići na Podhranjenu - Morinac - Mravi - Mravinjac - Mrkovi - Nekopi - Odžak - Orahovice - Oručevac - Osanica - Osječani - Ostružno - Ozrenovići - Paraun - Perjani - Pijestina | - Pijevac - Plesi - Podhomara - Podhranjen - Podkozara Donja - Poratak - Potrkuša - Prisoje - Radići - Radijevići - Radovovići - Raškovići - Ratkovići - Rešetnica - Ropovići - Rosijevići - Sedlari - Sijedac - Skravnik - Sofići - Sopotnica - Spahovići - Šabanci - Šašići | - Šehovići - Šemihova - Šućurići - Tupačići - Uhotići - Ušanovići - Utješinovići - Vitkovići - Vlajčići - Vraneši - Vranići - Vranpotok - Vrbica - Vremci - Vučetići - Zabus - Završje - Zorovići - Zubovići - Zubovići u Oglečevi - Zupčići - Žigovi - Žilići - Žuželo |

## Démographie

### Villeintra muros

#### Évolution historique de la population dans la villeintra muros
| 1948  | 1953  | 1961  | 1971  | 1981   | 1991   | 2013   |
| ----- | ----- | ----- | ----- | ------ | ------ | ------ |
| 2 487 | 4 485 | 6 914 | 9 482 | 13 022 | 16 273 | 12 512 |

|  |

### Municipalité

#### Évolution historique de la population dans la municipalité
| 1961   | 1971   | 1981   | 1991   | 2013   |
| ------ | ------ | ------ | ------ | ------ |
| 31 417 | 34 685 | 36 924 | 37 573 | 22 080 |

#### Répartition de la population par nationalités dans la municipalité (1991)
En 1991, sur un total de 37 573 habitants, la population se répartissait de la manière suivante :

## Politique
À la suite des élections locales de 2012, les 25 sièges de l'assemblée municipale se répartissaient de la manière suivante :
| Parti                                                               | Sièges |
| ------------------------------------------------------------------- | ------ |
| Parti d'action démocratique (SDA)                                   | 7      |
| Alliance pour un meilleur avenir de la Bosnie-Herzégovine (SBB BiH) | 4      |
| Parti social-démocrate (SDP)                                        | 4      |
| Parti pour la Bosnie-Herzégovine (SBiH)                             | 4      |
| Parti patriotique de Bosnie-Herzégovine - Sefer Halilović (BPS)     | 2      |
| Parti libéral-démocrate de Bosnie-et-Herzégovine (LDS)              | 2      |
| Parti national pour l'amélioration par le travail (Za boljitak)     | 2      |

Muhamed Ramović, membre de l'Alliance pour un meilleur avenir de la Bosnie-Herzégovine (SBB BiH), a été réélu maire de la municipalité.

## Tourisme
Sur le territoire du village de Hrančići se trouve la nécropole de Kučarin qui abrite 325 stećci, un type particulier de tombes médiévales ; cet ensemble est inscrit sur la liste des monuments nationaux de Bosnie-Herzégovine. Il figure également sur la liste des 22 sites avec des stećci proposée par le pays pour une inscription au patrimoine mondial de l'UNESCO.

## Personnalités
- Redžo Bekto
- Isak Samokovlija
- Rade Jovanović
- Emir Bukovica
- Aziz Gluščević - Zisko
- Zona Isključenja
- Senjanin Maglajlija
- Kasim Kamenica
- Anabela Funky G
- Nudžeim Geca
- Stjepan Vukčić Kosača (1404–1466), grand voïvode de Bosnie
- Isak Samokovlija (1889–1955), écrivain
- Senjanin Maglajlija (né en 1968), joueur et entraîneur de hand-ball
- Elvir Laković Laka (né en 1969), chanteur
- Miroslav Radović (né en 1984), footballeur